# Université agraire de Stavropol

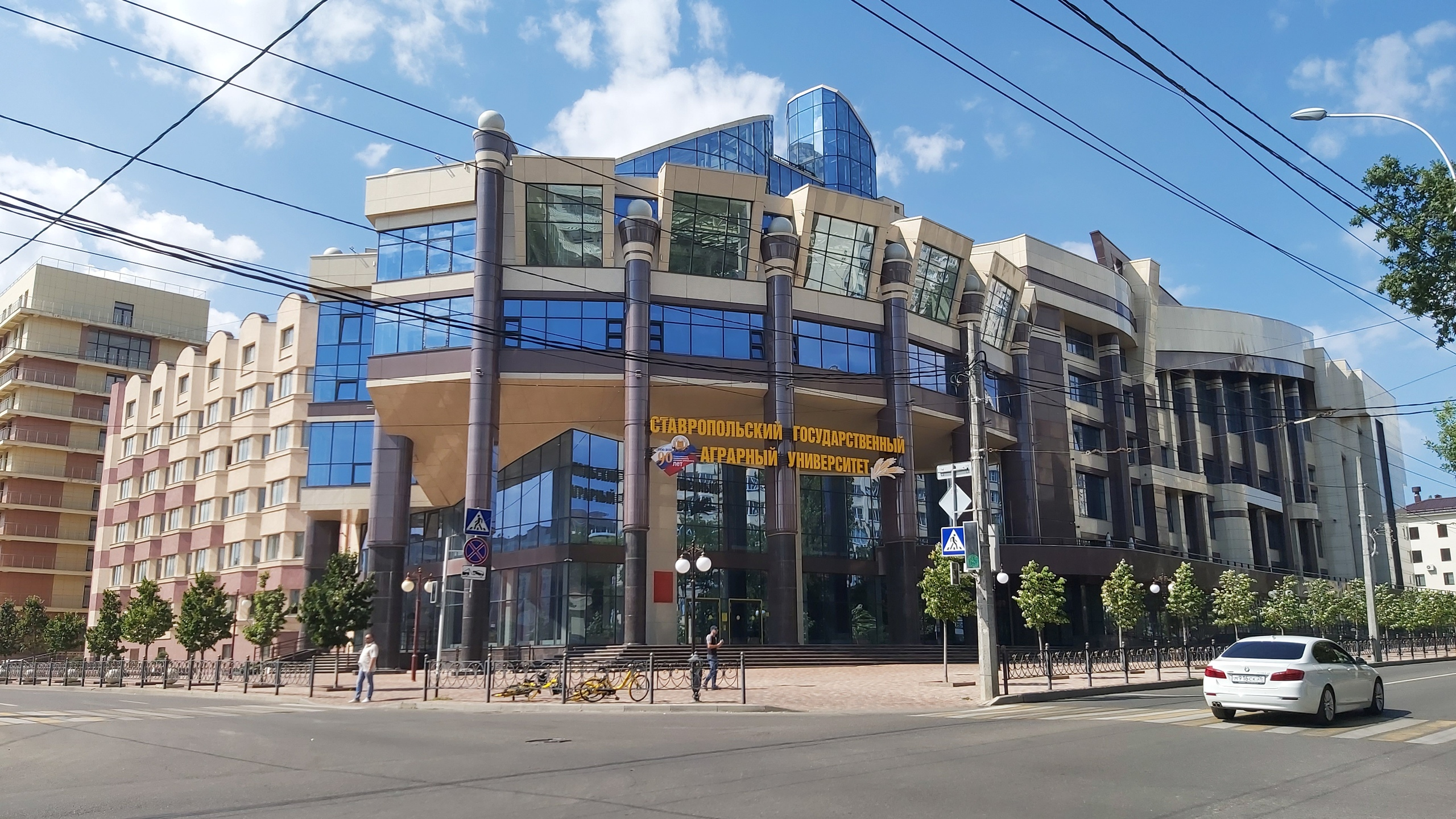
L'université en 2020

L'université agraire d'État de Stavropol (Ставропольский государственный аграрный университет) est un établissement d'enseignement supérieur agricole situé à Stavropol en Russie dans le district fédéral du Caucase du Nord. Précédemment académie agricole, elle a obtenu le statut d'université publique en 2001. Elle est dirigée par le docteur Vladimir Troukhatchiov. C'est l'une des plus importantes du pays puisqu'elle accueille 13 500 étudiants.

## Histoire
En 1930, dans le cadre de la réorganisation de l'institut zootechnique de Moscou, quatre établissements d'enseignement concernant ce domaine sont formés et l'un d'eux concernant la sélection dans le domaine ovin déménage dans le Caucase du Nord en 1932. Cet institut fusionne en 1933 avec l'institut d'élevage ovin de Krasnodar et un autre de Taganrog, devenant l'institut zootechnique du Caucase du Nord. Il s'élargit à d'autres domaines agricoles en 1970 et prend le nom en 1994 d'académie agricole d'État de Stavropol, puis obtient le statut d'université d'État en 2001. Son corps enseignant comprend en 2017 un contingent de 698 personnes.
Mikhaïl Gorbatchev y a poursuivi des études d'agronomie entre 1964 et 1967.

## Facultés[1]
- Faculté d'agrobiologie et de ressources terrestres
- Faculté de médecine vétérinaire
- Faculté d'écologie et d'architecture paysagère
- Faculté de mécanisation agricole
- Faculté de service et de tourisme
- Faculté de management technologique
- Faculté de comptabilité et finance
- Faculté d'économie
- Faculté d'électroénergétique

## Décorations
- Ordre du drapeau rouge du travail en 1976
- Diplôme honoraire du Présidium du Soviet suprême de la RSFSR en 1980